# The Midnight Beast
Midnight Beast ist eine britische Band, die durch ihre Parodie von Tik Tok von Kesha im Internet bekannt wurde.

## Bandgeschichte
Zwei der Mitglieder von Midnight Beast, Stefan Abingdon und Dru Wakely, waren vorher bereits in einigen anderen Bands tätig. Abingdon war beispielsweise vorher Teil der Band The Clik Clik. Gemeinsam machten sie Parodien auf bekannte Popsongs, die sie beim Videoportal YouTube einstellten. Für eine Parodie von Tik Tok von der US-amerikanischen Sängerin Kesha taten sie sich mit Ashley Horne zusammen. Dieser war mehr als Schauspieler tätig und spielte bereits in mehreren Serien wie Eastenders und Dr. Who mit.
Ihre Tik-Tok-Version mit selbst verfasstem Unsinnstext wurde zu einem außergewöhnlichen Erfolg auf YouTube und mehr als zwölf Millionen Mal abgerufen. Sie verschaffte ihnen sogar einen Einstieg in die australischen Charts. Weitere Parodievideos in ihrem YouTube-Channel erreichten meist ebenfalls über eine Million Zugriffe. Anschließend gelang es ihnen auch, ihre Musik-Comedy auf die Bühne zu bringen. Sie traten bei Festivals wie dem in Reading und Leeds auf, waren regelmäßig in Alexa Chungs Sendung bei MTV zu sehen und produzierten mehrere Singles und die EP Booty Call. Damit schafften sie es im September 2010 auch in die britischen Charts.
2012 strahlte der Britische Fernsehsender E4 die selbstbetitelte Sitcom The Midnight Beast aus, in der die Band sich selbst spielte. Begleitet wurde die Serie von ihrem gleichnamigen Debütalbum. 2014 folge die zweite Staffel. Am 2. Juni erschien The Midnight Beasts zweites Album Shtick Heads.

## Mitglieder
- Stefan James Donald John Abingdon
- Ashley Neil Horne
- Andrew Francis Wakely

## Diskografie
Alben
- The Midnight Beast (2012)
- Shtick Heads (2014)
- The Album Nobody Asked For (2018)

Singles
- Tik Tok (Parody) (2009)
- XXXMas Buddies (Parody) (2009)
- Down (Parody) (2009)
- Walk with Us (2009)
- Ninjas (2010)
- Lez Be Friends (2010)
- Friends for Never (2010)
- Daddy (2010)
- Booty Call (EP, 2010)
- Just Another Boyband (2010)
- Friday (Cover) (2011)
- E. T. (Parody) (2011)
- Dance Routine (2011)
- Pizza in Ibiza (2011)
- Wands (2011)
- I’m so Manly (I Make Men Cry) (2012)
- Quirky (2012)
- Begging (2012)
- I Kicked a Shark in the Face (2012)
- Strategy wanking (2012)
- Medium pimpin (2012)
- Censorshit (2012)
- The Main One (2014)
- Ubercvrrnt (2014)
- When I’m Older (2014)
- Sweet Sixteen (2014)
- Sextape (2014)